# India Hicks

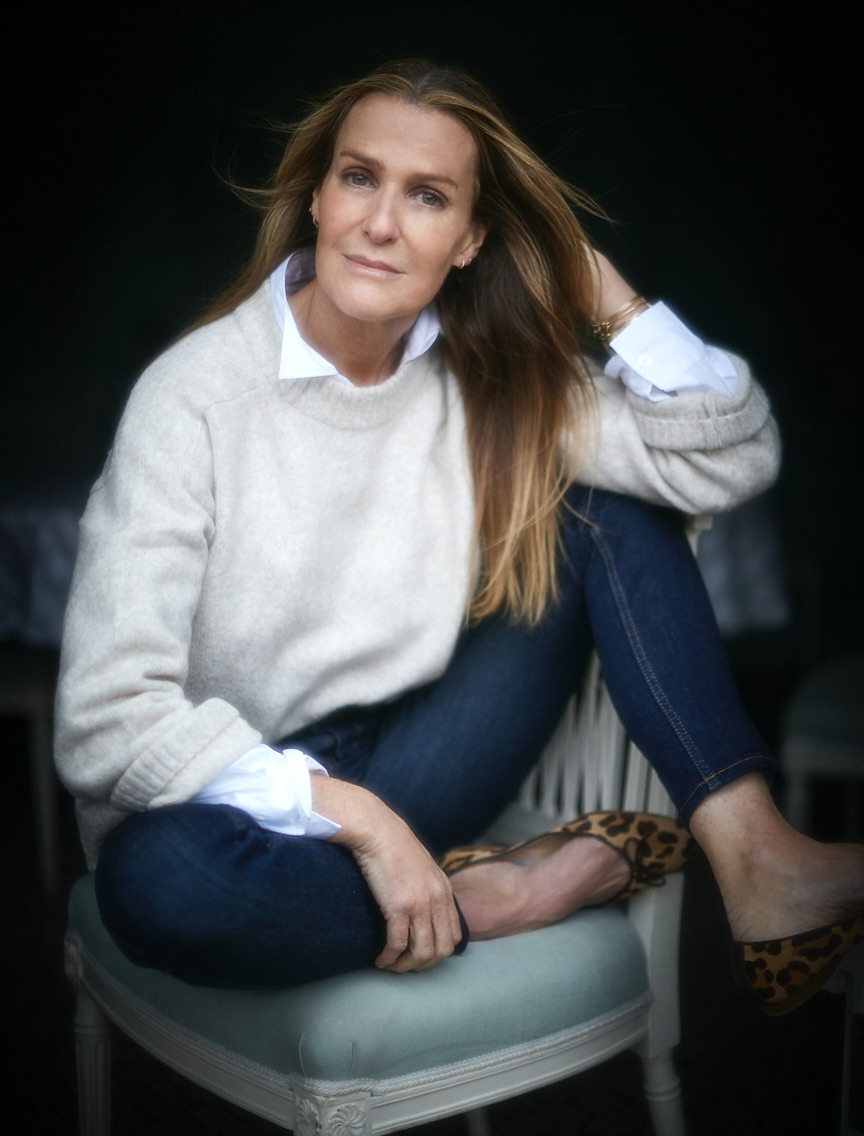
India Hicks

India Amanda Caroline Hicks (Londen, 5 september 1967) is het derde kind van Pamela Mountbatten en David Nightingale Hicks.
Ze was een bekend model in de jaren 80 en 90, en verscheen vaak in het Britse tijdschrift Tatler.
Via haar opa, Louis Mountbatten, van haar moeders kant, is Hicks een achternicht van prins Charles. Ze is sinds 2011 de 678e in de lijn van de Britse troonopvolging.
In 1981 was ze een bruidsmeisje van prinses Diana bij haar huwelijk met prins Charles.
Hicks is getrouwd met David Flint Wood, hebben drie zoons en een dochter, en zijn ook voogd van een Bahamaanse jongen, Wesley.